# Stanisław Górny
Stanisław Górny – wieś w Polsce, położona w województwie małopolskim, w powiecie wadowickim, w gminie Wadowice, na Pogórzu Wielickim (położona na wysokości 280–350 m n.p.m.), przy drodze lokalnej Kalwaria Zebrzydowska – Stanisław – Wadowice na północ od Kalwarii Zebrzydowskiej.
W latach 1975–1998 miejscowość administracyjnie należała do województwa bielskiego.
Jest jedną z dwóch wsi o tej samej nazwie różniącej się przymiotnikiem. Liczba mieszkańców wynosi 1017 osób.
Siedziba rzymskokatolickiej parafii Niepokalanego Serca Najświętszej Maryi Panny w Stanisławiu Górnym.

## Integralne części wsi
| SIMC    | Nazwa      | Rodzaj    |
| ------- | ---------- | --------- |
| 0074808 | Bory       | część wsi |
| 0074814 | Czerna     | część wsi |
| 0074820 | Dąbry      | część wsi |
| 0074837 | Drabóż     | część wsi |
| 0074843 | Dział      | część wsi |
| 0074850 | Górzany    | część wsi |
| 0074866 | Lizarówka  | część wsi |
| 0074872 | Łubianki   | część wsi |
| 0074889 | Pawlikówka | część wsi |
| 0074895 | Sosienki   | część wsi |
| 0074903 | Zabłocie   | część wsi |

## Historia
- Stanisław Górny, zwany też Szlacheckim, jako wieś śląska, istnieje od pocz. XIV w. W 1448 r. książę zatorski Wacław potwierdził sprzedaż tej wsi przez Gothardta z Brzezinki, Mikołajowi z Benczyna h. Radwan; później Stanisław Górny należał do Paszkowskich, w XVIII w. do Czartoryskich z Kalwarii, a w XIX w. do Brandysów.

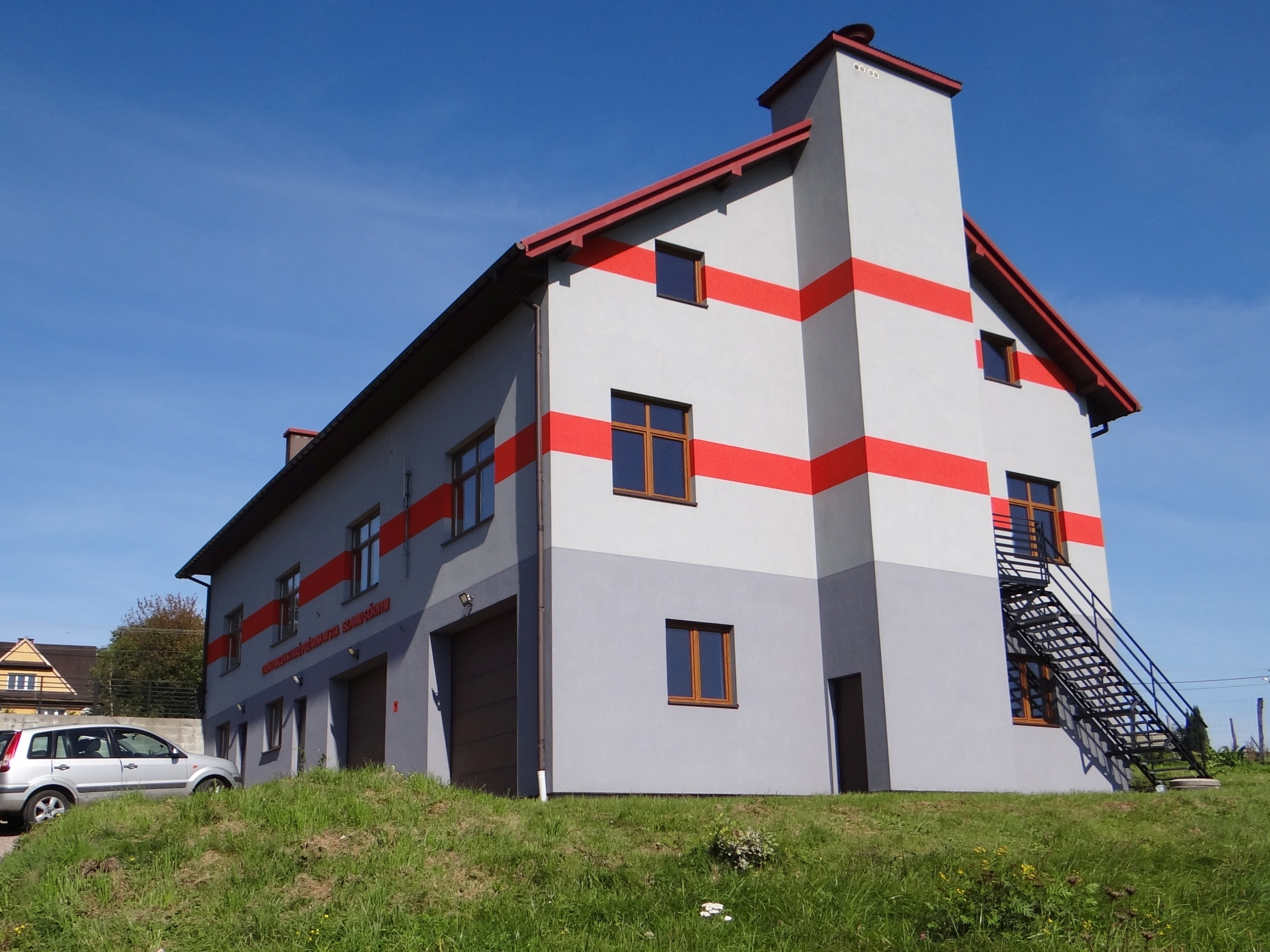
Remiza OSP